# Plano de Urbanização
Um Plano de Urbanização (PU) representa uma parte integrante de um plano municipal de ordenamento do território, ou seja, um documento regulamentador do planeamento e ordenamento do território de um dado município em Portugal. O PDM é elaborado pela Câmara Municipal e aprovado pela assembleia municipal.
Neste documento está definida a qualificação do solo municipal e também a rede viária estruturante e infra-estruturas gerais.

## Composição
É constituído por três documentos diferentes: o regulamento, que tal como o nome indica agrupa as condições legais que devem ser cumpridas na ocupação do solo municipal; a planta de zoneamento que representa a estrutura territorial e o regime de uso do solo; e a planta de condicionantes que identifica as servidões e restrições de utilidade pública em vigor que possam constituir limitações ou impedimentos a qualquer forma específica de aproveitamento.

### Complementos
Para além dos três documentos base do plano existem ainda vários documentos que complentam a utilização do mesmo. Acompanham também o PU um relatório com objectivos estratégicos e opções adoptadas no modelo de organização espacial e sua fundamentação técnica, um relatório ambiental, um programa de execução com disposições indicativas sobre a execução das intervenções municipais previstas e seus meios de financiamento entre outros elementos.